# Lago Field
El lago Field es un lago de agua dulce ubicado al sur de Lac La Biche en la provincia de Alberta, Canadá. El lago era parte de una de las rutas históricas de Comercio de pieles norteamericano establecida por David Thompson en 1798, que unía el río Churchill con el río Athabasca a través del río Beaver por el lago Field y el Lago Lac la Biche. 
El lago Field está ubicado aproximadamente a 5 kilómetros (3,1 mi) al sur de la ciudad de Lac La Biche y a unos 250 metros (820,2 pies) del río Beaver.

## Hidrografía
Field Lake es pequeño y poco profundo. La cuenca circundante al lago es más grande que el área del lago, una proporción que es típica de muchos lagos del centro de Alberta. El arroyo de entrada principal es el arroyo intermitente que fluye desde el pequeño lago hacia el oeste, conocido localmente como lago McCarthy. Field Lake no tiene acceso público en el verano y la costa es pantanosa en sus extremos norte y sur. La vegetación acuática crece a lo largo de toda la costa circundante. A pesar de la proximidad al río Beaver, la salida normal del lago Field está en el extremo opuesto al río, por una quebrada conocida como Red Deer Brook, a poca distancia donde el cartógrafo Thompson estableció su puesto de venta. El lago solía desbordarse hasta el río Beaver durante los períodos de crecida, aunque ahora una tubería y una carretera entre el lago y el río restringen el desbordamiento.

## Eutrofización
El lago se utiliza como filtro para atrapar y reducir el nivel de nutrientes del vertido final al lago Lac La Biche. El uso del lago Field como paso en el proceso de tratamiento hidrográfico reduce los nutrientes aguas abajo con el fin de proteger al lago Lac La Biche. Recibe apoyo de la planta de tratamiento de agua existente construida a principios de los años 1980. Desde entonces, el lago Field se ha vuelto altamente rico en nutrientes, es decir, hipereutrófico (promedio en el verano de 1997 de 1,6 mg/L). La concentración promedio de fósforo es casi 30 veces mayor que la que había antes de la operación de la planta con un promedio en el verano de 1982 de 0,056 mg/L.
La Planta de Tratamiento de Aguas Residuales del lago Lac La Biche ha estado en funcionamiento desde 1983, es aireada de tres celdas con una descarga continua de aproximadamente 2000 m3/día directamente al lago Field, que a su vez descarga a Red Deer Creek y finalmente al lago Lac La Biche.
La descarga de efluentes provocó la proliferación de algas verdiazules. El lago es en gran medida inhóspito para los peces porque los niveles de oxígeno disuelto se reducen a cero durante el invierno y la toxicidad del amoníaco es frecuente. El lago Field se ha convertido en una fuente de nutrientes para el lago Lac La Biche y si las cualidades del efluente permanecen sin cambios, la descarga deteriorará aún más tanto en el lago Field como en el lago Lac La Biche.
Las aguas residuales de la comunidad de Lac La Biche comenzaron a descargarse en el lago Lac la Biche en 1951 con la construcción de la primera estación depuradora de aguas residuales. Sin embargo, en 1983 las aguas residuales se desviaron al lago Field, que se encuentra aguas arriba del lago Lac La Biche. Estudios posteriores muestran que gran parte de las aguas residuales todavía drenaban al lago Lac la Biche a través de otros tributarios, especialmente Red Deer Brook. Por lo tanto, la planta de tratamiento fue mejorada en 1989 aunque continuó descargando en Field Lake.